# Gir

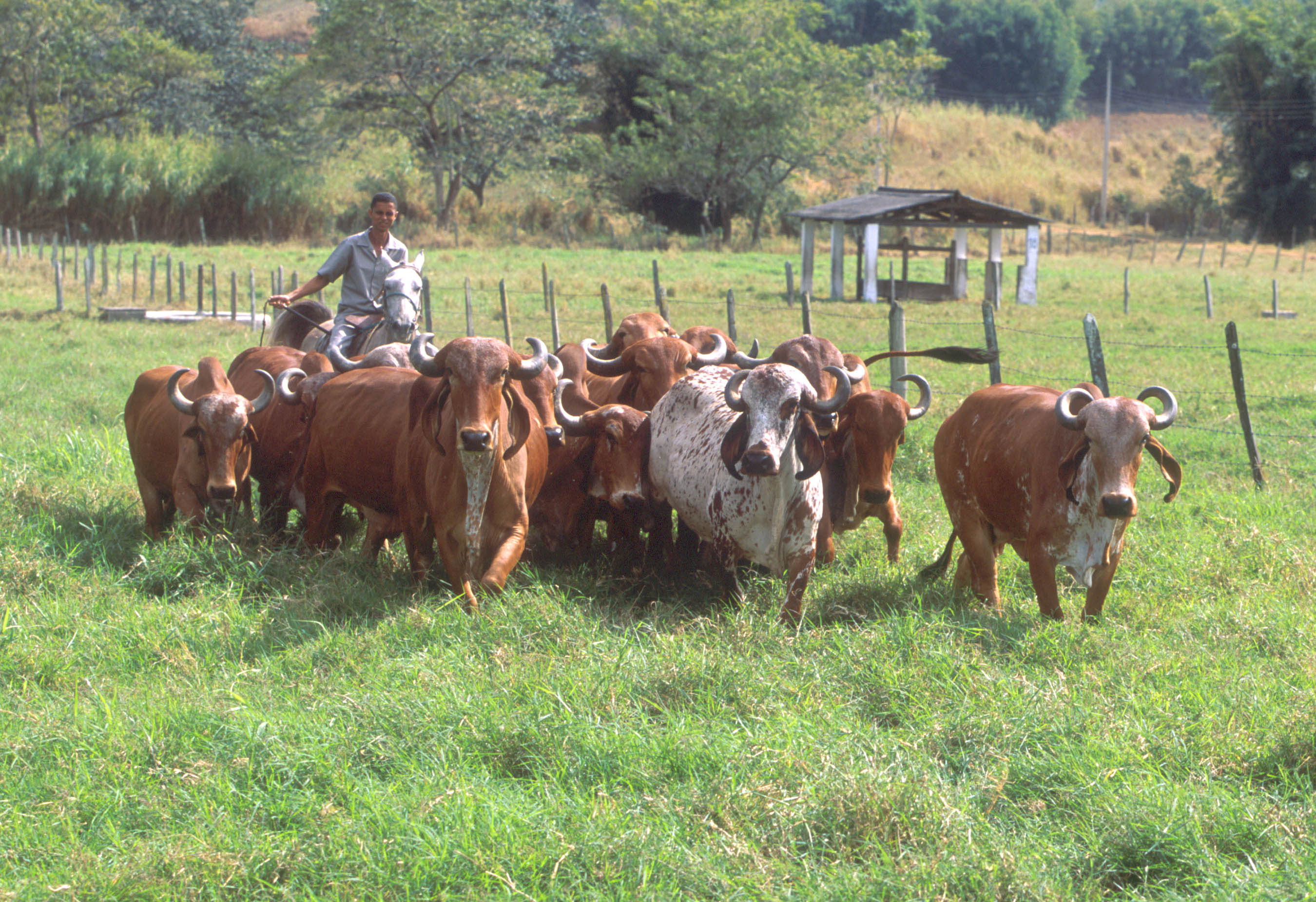
Gado Gir no Brasil

El Gir o Gyr es una de las principales razas de cebú (Bos Indicus) originada en la Península de Kathiawar India . Ha sido utilizada localmente en la mejora de otras razas que incluyen el Sindhi Rojo y el Sahiwal. Fue una de las razas utilizadas en el desarrollo de la raza Brahman Rojo en América del Norte. En Brasil y otros países sudamericanos el Gyr es utilizado frecuentemente porque, como raza del Bos indicus, es resistente a altas temperaturas y enfermedades tropicales. Es bien conocida por la calidad de su producción láctea y a menudo es cruzado con vacas Holstein para hacer la raza Girolando.
Además de otros Cruces F1 con Razas lecheras como la Jersey,Pardo Suizo,Ayrshire, y con razas doble proposito como la Simmental y Normando.Buscando un Vigor Hibrido donde se mejora la adaptación y la calidad de leche heredada del Gyr y la alta producción Láctea del Bos Tauros.
Características del ganado Gyr
- Morfología: Animales de tamaño mediano, con cuerpo robusto y bien proporcionado. Las hembras adultas pesan entre 450 y 500 kg, mientras que los machos alcanzan los 800 kg.
- Pelaje: Varía desde rojo castaño hasta blanco, con combinaciones de manchas negras y rojas.
- Orejas y cuernos: Presentan orejas largas y pendulosas, y cuernos gruesos que a veces se retuercen hacia atrás.
- Adaptabilidad: Destacan por su resistencia al calor, tolerancia a enfermedades tropicales y capacidad para prosperar en condiciones de pastoreo extensivo.
- Producción lechera: Las vacas Gyr pueden producir entre 9 y 12 litros de leche diarios en promedio, con algunas alcanzando hasta 6.000 litros por lactancia.Hasta la fecha, el récord mundial de producción de leche en la raza Gyr lo ostenta la vaca Darlin FIV Cabo Verde, que alcanzó una producción promedio de 84,540 kilogramos de leche, con un pico de 92,390 kilogramos durante la Expoleite 2024 en Uberaba, Brasil .En Colombia, la vaca Caña Dulce Reliquia se destacó como la recordista joven de la raza Gyr, con una producción de 57,24 litros diarios.
- E ranking más reciente de los toros Gyr lecheros destacados por el Programa Nacional de Mejoramiento del Gyr Lechero (PNMGL) desarrollado por EMBRAPA y ABCGIL.Es el Siguiente:
- Top 10 ABCGIL • Associação Brasileira dos Criadores de Gir Leiteiro (2025)

| #  | Nombre del Toro          | PTA Leche (kg) | Rel. (%) | Edad al 1er Parto (días) | Beta-caseína | Kappa-caseína | Beta-lactoglobulina | DECA |
| -- | ------------------------ | -------------- | -------- | ------------------------ | ------------ | ------------- | ------------------- | ---- |
| 1  | EDANK TE JABAQUARA       | 888            | 87       | -56                      | A1A2         | AB            | BB                  | 10   |
| 2  | UNO 2B                   | 870            | 86       | -89                      | A2A2         | AA            | AA                  | 10   |
| 3  | JURO FIV CAL             | 840            | 87       | -76                      | A2A2         | AA            | AB                  | 10   |
| 4  | ANTONIONE FIV CABO VERDE | 834            | 91       | -130                     | A2A2         | AB            | AB                  | 10   |
| 5  | CK OPERCUS               | 804            | 84       | -83                      | A2A2         | AA            | AA                  | 10   |
| 6  | FULMINANTE FIV CAL       | 742            | 91       | -78                      | A2A2         | AA            | AB                  | 9    |
| 7  | NEYMAR FIV DE BRAS.      | 742            | 85       | -106                     | A2A2         | AA            | AA                  | 9    |
| 8  | INPUT CAL                | 732            | 82       | -152                     | A2A2         | AA            | AB                  | 9    |
| 9  | TROVÃO 2B                | 721            | 85       | -104                     | A2A2         | AA            | AA                  | 10   |
| 10 | HILÓ DO EGB              | 717            | 63       | -75                      | A2A2         | AA            | AA                  |      |

Parametros de Medicion:
| Parámetro                   | Descripción |
| --------------------------- | --- |
| Nombre del Toro             | Nombre oficial con el cual el toro fue registrado, usualmente indica la cabaña o el criador. |
| PTA Leche (kg)              | Predicted Transmitting Ability – Leche: estimación del potencial genético del toro para transmitir producción lechera a su descendencia. Un toro con PTA de 888 kg significa que sus hijas, en promedio, producirán 888 kg más de leche que las hijas de un toro promedio. |
| Rel. (%)                    | Confiabilidad: mide cuán segura es la estimación del PTA. Se basa en la cantidad de hijas evaluadas y datos disponibles. Un valor alto (por ejemplo, 91%) indica una predicción muy confiable. |
| Edad al Primer Parto (días) | Mide en días la edad promedio al primer parto de las hijas del toro. Un valor negativo (por ejemplo, -130) significa que las hijas paren más jóvenes, lo que es deseable para eficiencia reproductiva. |
| Beta-caseína (B-CN)         | Tipo de proteína en la leche. Genotipos comunes: - A2A2: preferido por su mejor digestibilidad en humanos. - A1A2: intermedio. - A1A1: menos deseable comercialmente. - Kappa-caseína (K-CN) \| Afecta la coagulación de la leche y el rendimiento quesero. Genotipo AA es el más favorable para queserías. AB es aceptable. - Beta-lactoglobulina (B-LG) \| Proteína que también influye en el contenido de sólidos y calidad industrial de la leche. Genotipo AA o AB es favorable. |

DECA (Índice Genético) | Clasificación por deciles (1 a 10) según el mérito genético del toro, donde 10 es el más alto. Un toro con DECA 10 es del top 10% de la población evaluada.
- Historia del Gyr

En Brasil se realizaron importantes importaciones a principios del siglo XX pero la mas importante la realizo el Ganadero Celso Garcia Cid en el año 1960.De tal importacion salieron las bases actuales del Gyr moderno entre los cuales resalta el toro Krishna,pero los dos toros mas Importantes de la raza son Radar Dos Pocoes por su extraordinaria caracterización racial y Producción y C.A Sansao por su Extraordinaria Producción de Leche en sus Hijas,actualmente se busca abrir la raza a nuevas lineas para encontrar una mayor variabilidad Genetica.
El promedio producción láctea para el Gir es 1590 kg por lactancia, con una producción récord en India de 3182 kg y 4.5% grasa. En Brasil promedian unos 3500 kg por lactancia, con una producción récord mundial de 17 120 kg producidos por la vaca "Profana" de Brasilia.
En 2003 los Gir marcaron una cantidad de aproximadamente 915 000 cabezas, o el 37% de los 2,5 millones de cabezas de ganado de la región de Saurashtra en el estado de Guyarat. En 2010 la población en Brasil fue estimada en aproximadamente cinco millones